# Serguéi Riazanski
Serguéi Nikoláievich Riazanski (en ruso: Сергей Николаевич Рязанский; nacido el 13 de noviembre de 1974) es un cosmonauta de Rusia. Fue seleccionado como comandante del grupo de cosmonautas PMRI -6 en 2003, pero más tarde se trasladó a la Grupo TsPK de cosmonauta. Ryazansky está actualmente asignado a la misión Soyuz TMA-10M / Expedición 37  / Expedición 38 que puso en marcha en septiembre de 2013 y está previsto que volver en marzo de 2014.

## Biografía
Riazanski nació en Moscú, Unión Soviética. Es nieto de Mijaíl Riazanski, jefe de diseño de orientación soviético de la era Sputnik. Asistió a la Universidad Estatal de Moscú y se graduó como bioquímico en 1996. Después de la universidad, comenzó a trabajar como investigador en el Instituto de Problemas Biomédicos. Fue seleccionado como la investigación y la prueba de cosmonauta en 2003. Completó la formación en 2005. En 2009 participó en una misión de 105 días como parte de la fase dos del programa Marte 500. Se lanzó a la Estación Espacial Internacional a bordo de la nave espacial Soyuz TMA-10M el 25 de septiembre de 2013 junto con el astronauta estadounidense Michael S. Hopkins y otro cosmonauta ruso, Oleg Kotov. Sirvió como ingeniero de vuelo en la Expedición 37 y Expedición 38, antes de regresar a la Tierra a bordo de la Soyuz en marzo de 2014. Está divorciado y tiene un hijo.